# معهد البترول (تايلاند)
معهد البترول في تايلاند (PTIT) هو منظمة غير ربحية تدعم صناعة النفط والغاز في المنبع وكذلك صناعة النفط في المصب والبتروكيماويات في تايلاند .

## التاريخ
تأسس معهد البترول التايلاندي في 26 سبتمبر 1985 بدعم من المصالح الحكومية والأكاديمية والصناعية والخاصة.  يتم توجيهه من قبل مجلس المؤسسة ، والمجلس الاستشاري لمجلس الأمناء ومجلس الأمناء ، الذين يتحكمون في عمليات المعهد ويقدمون المشورة بشأن تمويل مجموعة واسعة من أنشطة المعهد.
من عام 1985 إلى عام 2005 كان خونيينغ ثونجتيب راتانارات المدير التنفيذي للمعهد. الآن يرأس مجلس التأسيس والمجلس الاستشاري لمجلس الأمناء من قبل مستشار الملكية كامثون سيندهافانادا.

## مهمة
يشجع المعهد ويدعم تطوير الصناعات البترولية والبتروكيماوية والصناعات ذات الصلة. يوفر خدمات تنمية الموارد البشرية وخدمات المعلومات. يدعم البحث والتطوير في الصناعة ويشجع على إجراء حوار مفتوح بين الحكومة والصناعة والأوساط الأكاديمية لوضع سياسات وأنظمة عامة عملية وكذلك معايير الصناعة الحكيمة وأفضل الممارسات.
يرتبط عمل المعهد بالسياسات واللوائح العامة: 
- التنقيب والإنتاج
- التكرير ومعالجة البتروكيماويات
- الخدمات اللوجستية والتسويق

يتواصل المعهد بشكل استباقي مع الجمهور لتسهيل التفاهم المتبادل وتعزيز الصورة العامة لهذه الصناعة. إنه يعمل كمزود دراسي مستقل وغير متحيز ويعزز القدرة التنافسية المستمرة لصناعة البترول والبتروكيماويات واستدامتها خاصة في مجالات الصحة والسلامة والبيئة وكذلك العمليات.